# Митрохин, Николай Александрович
Никола́й Алекса́ндрович Митро́хин (род. 13 сентября 1972, Москва, РСФСР, СССР) — российский и германский историк, социолог и публицист. Основные темы исследований — история диссидентского движения в СССР, историческая социология религии и политических институтов.
Научный сотрудник «Центра исследований Восточной Европы» при Бременском университете, кандидат исторических наук. Автор монографий «Русская партия: движение русских националистов в СССР 1953‒1985» (2003), «Русская православная церковь: современное состояние и актуальные проблемы» (2004), «Очерки советской экономической политики в 1965‒1989 годах» (2023).

## Биография
В 1989—1990 годах работал в Московском бюро информационного обмена (М-БИО).
В 1991—1999 годах — корреспондент, руководитель проектов в информационно-экспертной группе «Панорама» В. В. Прибыловского (Москва).
В 1995 году окончил Российский государственный гуманитарный университет (РГГУ) по специальности «историк-архивист». В 1995—2002 годах — аспирант кафедры истории отечества новейшего времени Московского историко-архивного института РГГУ. В 2002 году в РГГУ под научным руководством Юрия Афанасьева защитил диссертацию на соискание учёной степени кандидата исторических наук по «Движение русских националистов в СССР в середине 1950-х — середине 1980-х годов» (специальность 07.00.02 — Отечественная история).
В 1999—2005 годах — научный сотрудник центрально-азиатской программы правозащитного центра «Мемориал».
В 2001—2005 годах был сооснователем и координатором по научной деятельности московской группы Германо-российской ассоциации молодых экономистов «Диалог».
В 2002 году стал директором общественной организации «Институт изучения религии в странах СНГ и Балтии».
В 2005—2006 годах — стипендиат фонда Александра Гумбольдта с проектом «Группы влияния в современной Русской православной церкви и их экономическая деятельность». В 2006—2008 годах — стипендиат фонда Gerda Henkel.
С 1 декабря 2008 по ноябрь 2014 года и с ноября 2018 года — научный сотрудник Центра по изучению Восточной Европы Бременского университета.
В разное время выступал в качестве постоянного автора в таких газетах и журналах, как «Панорама», «Русская мысль» (Париж), «Отечественные записки», «Политический журнал», «Неприкосновенный запас», «Новое литературное обозрение». Автор более 60 публикаций о религиозных и этнических проблемах в странах СНГ.
8 сентября 2023 года Министерством юстиции России внесён в список физических лиц — «иностранных агентов».

## Отзывы и критика
Книга Митрохина «Русская православная церковь: современное состояние и актуальные проблемы» получила различные отзывы как в профессиональных изданиях, так и публицистике.
Политолог И. А. Папкова в журнале Kritika: Explorations in Russian and Eurasian History положительно отзывается о книге. Она полагает, что внушительный 650-страничный труд Митрохина для неспециалиста является ценной вводной обзорной работой о Русской православной церкви и её позиции во внутриполитической, экономической и социальной сферах. По её мнению, Митрохин сделал важную работу, поскольку исследовал то, что находится за фасадом реставрированных соборов и риторики иерархов — серьёзные внутренние проблемы, из-за которых церковь не в состоянии осуществлять реальное социальное или политическое взаимодействие с другими субъектами на федеральном уровне. По мнению Папковой, Митрохин отмечает важное несоответствие между долей населения, которое идентифицирует себя как православные, и фактическим числом верующих. Это является поводом для указания, что для большинства россиян православие является способом этнонациональной, а не религиозной идентичности.
Журналист Эдуард Зибницкий считает, что обороты речи автора «слишком напоминают язык антирелигиозной литературы 20—30-х годов прошлого века» и отмечает некоторые «курьёзные, в духе наивного материализма, определения и характеристики». При этом он высоко оценивает работу как беспрецедентную по объёму и незаменимую, поскольку она «насыщена малодоступными цифрами и фактами, которые ещё не были собраны и подвергнуты социологическому обобщению, ссылками, которые до этого были разрознены, меткими характерными наблюдениями». Одним из важных успехов работы он полагает сформулированное Митрохиным деление духовенства на модернистов, консерваторов и фундаменталистов и считает, что книга будет пользоваться несомненным успехом в среде православных читателей, особенно среди духовенства.
Правовед И. В. Понкин выступил с резкой критической рецензией на доклад Митрохина «Клерикализация образования в России: к общественной дискуссии о введении предмета „Основы православной культуры“ в программу средних школ». По этому поводу между Митрохиным и Понкиным состоялась заочная дискуссия.
Достоинством книги «Очерки советской экономической политики в 1965—1989 годах» является социологический анализ советских элит, включающий в себя характеристику биографических обстоятельств исторических персонажей. Анализ биографий коммунистической элиты 1960-х годов показывает, почему официальный автор «косыгинской реформы» Е. Либерман не был привлечён к разработке документов по её реализации, какова была роль «днепропетровской группы», как шла борьба «аграрного», «машиностроительного», «оборонного» лобби, каковы были роли работников ЦК КПСС и руководителей отраслевых министерств.

## Публикации
- Епископы и епархии Русской православной церкви: По состоянию на 1 октября 1997 года. — М.: ИИЦ «Панорама», 1997. — 451 с. — ISBN 5-85895-031-0. (в соавторстве с С. Тимофеевой)
- Экономическая деятельность Русской православной церкви и её теневая составляющая / Отв. ред. и авт. предисл. М. Тимофеев. — М.: РГГУ,2000. — 202 с. (в соавторстве с М. Ю. Эдельштейном)
- Русская партия: Движение русских националистов в СССР (1953—1985). — М.: Издательство НЛО, 2003. — 624 с. — ISBN 5-86793-219-2.
  - Die «Russische Partei»: Die Bewegung der russischen Nationalisten in der UdSSR 1953—1985. Ibidem-Verlag, 2014. — ISBN 978-3-8382-0024-8, OCLC 892073910. (нем.)
- Русская православная церковь: Современное состояние и актуальные проблемы. — М.: Издательство НЛО, 2004. — 648 с. — ISBN 5-86793-324-5.
  - Русская православная церковь: Современное состояние и актуальные проблемы. — Изд. 2-е, испр. и доп. — М.: Новое литературное обозрение, 2006. — 650 с. — (Библиотека журнала Неприкосновенный запас. Социология). — ISBN 5-86793-437-3.
- Клерикализация образования в России: К общественной дискуссии о введении предмета «Основы православной культуры» в программу средней школы: доклад; Институт гражданского анализа. — М.: ИИФ «СПРОС» КонфОП, 2005 (ПИК ВИНИТИ). — 79 с. — ISBN 5-89921-036-2.
- Очерки советской экономической политики в 1965–1989 годах. В двух томах. — М.: Новое литературное обозрение, 2023. — 608 с. — (Historia Rossica).
- Zwischen Stabilität und Labilität: Die gesellschaftspolitische Situation im Süden und Osten der Ukraine. Friedrich-Ebert-Stiftung, Referat Mittel- und Osteuropa, 2015, ISBN 978-3-95861-270-9, OCLC 927153644. (нем.)

- К истории ВЦ ВСАСД // Документы по истории Всесоюзной церкви верных и свободных адвентистов седьмого дня; интервью; биографии / Автор-составитель Н. Митрохин. — М.: ИИЦ «Панорама», 1995. — С. 4—20, 65—93, 282—291. — (Документы по истории движения инакомыслящих. — Вып. 4).
- Анархо-синдикализм и оттепель // Община. — М., 1997. — № 50. — С. 39—46.
  - Анархо-синдикализм и оттепель // Анархизм: pro et contra: Социально-политическое явление его российских сторонников, критиков и отечественных учёных-исследователей: Антология / Составитель П. И. Талеров; Предисловие от изд-ва, от сост-ля ; Ред. тома Д. К. Богатырёв; Послесловие И. В. Аладышкина. — СПб.: Русская христианская гуманитарная академия (РХГА), 2015. — C. — 919—926.
- Мифы и легенды движения русских националистов в СССР (1950-е-начало 1980-х гг.) // «Новая» Россия: Политическое знание и политологическое образование (Материалы межвузовской научной конференции, 1—2 декабря 2000 года). — М.: РГГУ, 2000. — С. 91—93.
- Русская православная церковь как субъект экономической деятельности // Вопросы экономики. — 2000. — № 8. — С. 54—71;
- Русская православная церковь на Западной Украине // Диа-логос: Религия и общество 2000: альманах / Под ред. М. Смирнова. — М.: Духовная библиотека, 2001. — С. 275—297.
- Экономика Русской православной церкви // Отечественные записки. — М., 2001. — № 1. — С. 144—155.
- Православное образование в России // Отечественные записки. — 2001. — № 1. — С. 194—205.
- Русская партия: фрагменты исследования // Новое литературное обозрение. — М.: 2001. — № 2(48). — С. 245—297
- Кровь или Библия. Этнонационализм и религиозные организации: опыт СНГ // Неприкосновенный запас. — М.: 2001. — № 3. — С. 85—101.
- Этнонационалистическая мифология в советском партийно-государственном аппарате // Отечественные записки. — М.: 2002. — № 3. — С. 281—299.
- Русская православная церковь и греко-католики на Западной Украине // Отечественные записки. — М., 2002. — № 7. — С. 381—393.
- Интернет — миссионерское поле или зона межконфессинального противостояния?: На примере сайтов Русской православной церкви // Интернет и российское общество / Московский центр Карнеги; Под ред. И. А. Семёнова. — М.: Гендальф, 2002. — 279 с. — С. 189—210.
- Трудовая миграция в Россию из государств Центральной Азии // Отечественные записки 2003. — № 3.
- От «Памяти» к скинхэдам Лужкова: Идеология русского национализма в 1987—2003 г. // Неприкосновенный запас. — М., 2003. — № 31. — С. 37—43.
- Русская православная церковь и постсоветские мусульмане // Отечественные записки. — М., 2003. — № 5. — С. 126—135.
- Русская православная церковь: итоги десятилетия // Неприкосновенный запас. — М., 2003. — № 32. — С. 33-37.
- Русская православная церковь и современное российское государство // Роль православия в государствах и обществах Грузии и России: материалы конференции. — Тбилиси: ФГБ, 2004. — С. 207—223.
- Неисламский экстремизм в современной России // Неприкосновенный запас. — М., 2006. — № 45. — С. 64—79.
- Санитары советской литературы: К стенограмме обсуждения на расширенном секретариате МО СП СССР альманаха «МетрОполь» 22 января 1979 года // Новое литературное обозрение. — 2006. — № 6. — С. 282—290.
- Архимандрит Наум и «наумовцы» как квинтэссенция современного старчества // Религиозные практики в современной России / Под. ред. К. Русселе, А. Агаджаняна. — М.: Новое издательство. 2006. — С. 126—148.
- Церковь после кризиса // Неприкосновенный запас. — М., 2006. — № 6(49). — С. 250—270.
- Социальный лифт для верующих парней с рабочих окраин: Епископат современной Русской православной церкви // Старые церкви — новые верующие, новые церкви — старые верующие / Под ред. К. Каариайнена и Д. Фурмана. — М.: Летний сад. 2007. — С. 260—324.
- Русская православная церковь в 1990 году // Новое литературное обозрение. — М., 2007. — № 1(83). — С. 300—349.
- «Не бойся, малое стадо!» Об оценке численности православных верующих на материале полевых исследований в Рязанской области // Неприкосновенный запас. — М., 2007. — № 1(51). — С. 243—258. (в соавторстве с О. Сибиревой)
- Инфраструктура поддержки православной эсхатологии в современной РПЦ. История и современность // Русский национализм в политическом пространстве: Исследования по национализму в России / Сост. М. Ларюэль. — М.: Франко-российский центр гуманитарных и общественных наук, 2007. — 356 с. — С. 200—254;
  - Инфраструктура поддержки эсхатологии в РПЦ: История и современность // Форум новейшей восточноевропейской истории и культуры. — 2012. — № 1.
- Советская власть, церковь и верующие в послевоенный период // Неприкосновенный запас: Дебаты о политике и культуре. — 2008. — № 3. — С. 89—93.
- Русская православная церковь в России в 2000—2008 годах: очерк некоторых структурных проблем // Неприкосновенный запас: Дебаты о политике и культуре. — 2009. — № 1(63). — С. 162—175
- Заметки о советской социологии: О прочтении книги Бориса Фирсова // Новое литературное обозрение. — 2009. — № 4. — С. 111—122.
- Аппарат ЦК КПСС в 1953—1985 годах как пример «закрытого» общества // Новое литературное обозрение. — 2009. — № 6. — С. 607—630.
- О некоторых структурных проблемах российской социологии на современном этапе // Laboratorium: Журнал социальных исследований. — 2009. — № 1. — С. 182—186.
- Религиозность в СССР в 1954—1965 годах глазами аппарата ЦК КПСС / Подготовка к публикации, введение и комментарии Н. А. Митрохина // Неприкосновенный запас: Дебаты о политике и культуре. — 2010. — № 5(73): Сентябрь—октябрь. — С. 94—114.
- Несостоявшаяся автономия: Немецкое население в СССР в 1960—1980-х годах и «восстановление республики немцев Поволжья» // Неприкосновенный запас: Дебаты о политике и культуре. — 2011. — № 4(78). — С. 135—142.
- «Личные связи» в аппарате ЦК КПСС // Неприкосновенный запас: Дебаты о политике и культуре. — 2012. — № 3(83): Май—июнь. — С. 166—175.
- Конференция «Конец Советского Союза?: Причины и последствия 1991 года» // Новое литературное обозрение. — 2012. — № 1. — С. 384—388. (в соавторстве c О. Свешниковой)
- Церковь, этнонационализм и государство // Pro et contra. — 2013. — № 5. — С. 6—16.
- Back-office Михаила Суслова: Отдел пропаганды в конце 1960-х — 1985 годах // Cahiers du Monde Russe. 2014. — № 54. — 3—4: Juli. — P. 409—440.
- Русские националисты в Русской православной церкви (1943—1985 гг.) // Советские нации и национальная политика в 1920—1950-е годы: материалы 6-й Международной научной конференции. — М.: РОССПЭН, 2014. — С. 558—590.
- Украинский конфликт в 2014 году: Хроника кровавой реконструкции // Неприкосновенный запас. — 2015. — № 1(99). — С. 65—81.
- От конфронтации к сотрудничеству: «Европейская политика» РПЦ в XXI веке // Неприкосновенный запас. — 2016. — № 3. — С. 3—18.
- «Случай девочки Лизы»: Русскоязычные сторонники Путина в Германии и немецкий правый радикализм // Неприкосновенный запас. — 2017. — № 3. — C. 132—146.
- «Пинг-понг», согласования и обеды: Механизмы администрирования в Центральном аппарате КПСС в 1960—1980-х годах // Неприкосновенный запас. — 2018. — № 5. — C. 143—162.
- Советская интеллигенция в поисках чуда: Религиозность и паранаука в СССР в 1953—1985 годах // Новое литературное обозрение. 2020. — № 3(163). — С. 51—78

- Диссидентские корни «новой русской правой» // «Нужен ли Гитлер России?» — М.: ПИК, 1996. (в соавторстве с А. Даниэлем)
- Раскол в православной церкви Грузии // Русская мысль. — Париж, 1997. — № 4185.
- Генгеши (Совет) по делам религий в Туркменистане // Русская мысль. — Париж, 1997. — № 4195.
- Библии не горят // Русская мысль. — Париж, 1997. — № 4196.
- Епископы Русской православной церкви как социальная группа // Русская мысль. — Париж, 1998. — № 4215.
- Современный Узбекистан // Русская мысль. — Париж, 1999. — № 4241.
- Православие в Туркменистане // Русская мысль. — Париж, 1998. — № 4223.
- Православие в Молдове // Русская мысль. — Париж, 1998. — № 4226.
- Православие на Северном Кавказе // Факторы этно-конфессиональной идентичности в постсоветском обществе: сборник статей. — М.: Carnegie Endowment for International Peace, 1998; То же: Диа-логос: Религия и общество 1998—1999: альманах. М.: Истина и жизнь, 1999.
- Серия материалов о судах над исламскими активистами в Узбекистане // Русская мысль. — Париж, 1999. — № 4254, 4259, 4260, 4266, 4270; 1998 № 4243, 4241, 4266.
- Православие в Белоруссии // Русская мысль. — Париж, 1999. — № 4254—4255.
- Борьба за храмы // Российско-Украинский бюллетень. М., 1999. — № 1. — С. 63—66.
- Некоторые аспекты религиозной ситуации на Украине // Русская мысль. — Париж, 1999. — № 4276—4277.
- Экономические аспекты жизни Русской православной церкви // Русская мысль. — Париж, 1999. — № 4282.
- Власть и религия на Украине // Российско-Украинский бюллетень. — М., 1999. — № 3. — С. 65—68.
- Православный книжный бизнес и деятельность / Издательского совета Московской Патриархии // Русская мысль. — Париж, 2000. — № 4306.
- Кто такая Гуля Сотникова? // Московские новости. — М., 2000. — № 13.
- Внутренние проблемы греко-католической церкви // Российско-Украинский бюллетень. — М., 2000. — № 6—7. — С. 81—86.
- Злато куполов: Экономическая деятельность РПЦ и её теневая составляющая // Деловые люди. — М., 2000. — № 8. — С. 61—64.
- Корпорация «Церковь» // Московские новости. — М., 2000. — № 25. — С. 10—11;
- Церковные мыши, их закрома и «крыши» // Огонёк. — М., 2000. — № 24. — С. 20—23.
- Русская православная церковь как субъект экономической деятельности // Экономическая деятельность РПЦ и её теневая составляющая: сборник / Под ред. Л. Тимофеева. — М.: РГГУ, 2000. — С. 55—120, 151—187.
- Русская православная церковь: Доходы и расходы // Индекс: Досье на цензуру. — М.: 2000. — № 11. — С. 121—126.
- Контрольная для патриарха // Чистые перья: сборник журналистских расследований (1999—2001). — М.: Галерия, 2001. — С. 235—241.
- Святая земля: Политики хотят возвести отцов православной церкви в сан земельных баронов // Московские новости. — М., 2002. — 30 июля. — С. 2—3.
- Интернет-миссионерское поле или зона противостояния? // Интернет и российское общество: сборник статей / Под ред. И. Семёнова; Московский фонд Карнеги. — М.: Гендальф, 2002. — С. 189—210.
- Настоятель колхоза // Еженедельный журнал. — М., 2002. — 8 октября. — С. 26—30.
- 45 минут православия // Еженедельный журнал. — М., 2002. 22 октября. — С. 30—33.
- Худшее, конечно, впереди: Русская православная церковь на Западной Украине // Украинская греко-католическая церковь: Преодоление мифа: Материалы семинара. — М., 2002. — С. 106—134.
- Механизмы священного управления (под псевдонимом К. Онецкий); Генералы Церкви (под псевдонимом В. Родионов); Люди в чёрном; От свечного заводика до Газпрома // Смысл. — М., 2003. — № 5.
- Является ли церковный приход ячейкой гражданского общества // Civitas. — М., 2003. — № 2. — С. 18—24.
- Главная среди равных [РПЦ в российской политике] // Русский журнал. — 2004. — 15 апреля.
- Религиозная ситуация в современном Туркменистане // Портал «Credo.ru». — 2004. — 15 июня.
- Святой и грешный: Чем занимаются духовные особы в тюрьмах и колониях // Политический журнал. — М., 2004. — 5 октября. — № 36(39). — С. 74—76.
- Не для проформы[: Итоги Архиерейского собора РПЦ] // Политический журнал. — М., 2004. — 26 октября. — № 39(42). — С. 72—74.
- Клерикализация образования и реакция современного российского общества // Религия в светском обществе. — Сайт Информационно-аналитического центра «Сова». — М., 2004. 29 октября.
- Лавочка закрывается…: Народ России не видит взаимосвязи между богатством и демократией // Роль православия в государствах и обществах Грузии и России: Материалы конференции. — Тбилиси: ФГБ, 2004. — С. 28—34.
- Ритуал исцеления: Как влияет православная церковь на отечественную медицину // Политический журнал. — М., 2004. 14 декабря. — № 46(49).
- Киев: Два дня оранжевой революции // Неприкосновенный запас. — М., 2004. — № 38. — С. 78—86.
- Религия и образование в России // IJMS: International Journal on Multicultural Societies. 2005, vol. 2, no.3, pp. 44-71. (англ.) (публикация в формате pdf)
- Точка опоры: Может ли обретённая вера вылечить от наркотиков // Политический журнал. — М., 2005. — 14 февраля. — № 5(56).
- Храм не по чину: Что стоит за противостоянием православных на Западной Украине // Политический журнал. — М., 2005. — 21 февраля. — № 6(57).
- Ночной дозор: Хороший вампир Анатолий Борисович Чубайс и гражданское общество // Неприкосновенный запас. — М., 2005. — № 1(39). — С. 94—98.
- К дискуссии вокруг книги Анастасии Митрофановой // Неприкосновенный запас: дебаты о политике и культуре. — 2005. — № 1(39). — С. 123—124.
- Новый папа будет из Латинской Америки // Газета.Ru, 2005. — 1 апреля.
- Захожане: Кто и как в стране посещает церкви // Политический журнал. — 2005. — 25 апреля. — № 15(66).
- [К избранию нового папы: отношения Ватикана и РПЦ] Папа побратался с патриархом заочно // Газета.Ru, 2005. — 26 апреля.
- Русская православная церковь и история XX века: Опыт современного лоббизма // Историческое знание в современной России: Дискуссии и поиски новых подходов. — М.: РГГУ, 2005. — С. 90—108.
- Годен к нестроевой: Почему не появились священники в погонах // Политический журнал. — 2005. — 1 августа. — № 26(77).
- Непризнанные приходы: Стратегические цели РПЦ и интересы России в Закавказье // Политический журнал. — 2005. — 31 октября. — № 36(87).
- Кесарево увлечение: Русская православная церковь как политическая партия // Политический журнал. — 2005. — 14 ноября. — № 38(89).
- Любовь без удовлетворения: Русская православная церковь и Российская армия // The Journal of Power Institutions In Post-Soviet Societies, Pipss.org: 2005. Issue 3. (англ.)
- Духовный главнокомандующий // Грани.ру, 2006. — 8 февраля.
- Короткая память, узкий кругозор // Грани.ру, 2006. — 9 февраля.
- Партия апокалипсиса: Светопреставление как инструмент для передела власти // Политический журнал. — 2006. — 13 февраля. — № 5(100).
- Не хлебом единым: Русская православная церковь предпочитает информационное гурманство // Политический журнал. — 2006. — 10 апреля. — № 13(108).
- Молодые против «младостарцев»: Новая генерация в РПЦ хочет усилить её социальную активность // Политический журнал. — 2006. — 5 июня. — № 20(115).
- Крест — Востоку: Русская православная церковь сосредоточивается на Юго-Восточной Азии // Политический журнал. — 2006. — 23 октября. — № 39—40(134—135).
- Н. Митрохин: «В России изучение ислама развито гораздо лучше, чем изучение православия» // sova-center.ru, 24.06.2015
- Николай Митрохин: «Все дело в гражданах, с налогов которых собираются оплачивать этот праздник, — насколько они готовы терпеть» // sova-center.ru, 2016. — 29 апреля.

- Создавая Россию заново: рецензия на книгу Y. Brudny «Reinventing Russia. Russian Nationalism and the Soviet State, 1953—1991.» // Русская мысль. — Париж: 2000. — № 4326
  - Создавая Россию заново: рецензия на книгу Y.Brudny «Reinventing Russia. Russian Nationalism and the Soviet State, 1953—1991.» // Неприкосновенный запас. — М., 2001. — № 3. — С. 187.
- Hessler J. A social history of Soviet trade: trade policy, retail practices, and consumption, 1917—1953 // Неприкосновенный запас. — М., 2004. — № 37. — С. 135—137.
- Митрофанова А. Политизация «православного мира» // Неприкосновенный запас. — М., 2004. — № 38. — С. 132—133.
- Русская православная церковь в советский период: Новые работы церковных историков // Неприкосновенный запас: Дебаты о политике и культуре. — 2005. — № 4(42) — С. 123—127.
- Брежнев глазами националистов: рецензия на книги: Байгушев А. И. Русская партия внутри КПСС / А. И. Байгушев. — М.: Алгоритм, 2005. — 592 с.; Семанов С. Н. Леонид Брежнев / С. Н. Семанов. — М.: Эксмо; Алгоритм, 2005. — 448 с. // Неприкосновенный запас: Дебаты о политике и культуре. — 2006. — № 1. — С. 256—257.
- Шкаровский М. Церковь зовёт к защите Родины: Религиозная жизнь Ленинграда и Северо-Запада в годы Великой Отечественной войны. — СПб.: Сатисъ; Держава, 2005.- 620 с. // Неприкосновенный запас: Дебаты о политике и культуре. — 2006. — № 4/5. — С. 299—301.
- Евреи, грузины, кулаки и золото Страны Советов : книга В. Д. Иванова «Жёлтый металл» — неизвестный источник информации о позднесталинском обществе // Новое литературное обозрение. — 2006. — № 4. — С. 195—220.
- Куманев Г. А. Говорят сталинские наркомы. — Смоленск: Русич, 2005. — 632 с. // Неприкосновенный запас: Дебаты о политике и культуре. — 2006. — № 6. — С. 377—381.
- «На круги своя»: К истории модернизации науки в России (опыт археорецензии) // Новое литературное обозрение. — 2009. — № 6. — С. 328—333.
- Религия и глобализация на просторах Евразии / Московский центр Карнеги; под ред. А. Малашенко и С. Филатова. — М.: Неостром. 2005. — 343 с. // Неприкосновенный запас. — М., 2005. — № 5(42). — С. 128—129.
- Хобсбаум Э. Эпоха крайностей: Короткий двадцатый век (1914—1991), 2004 // Неприкосновенный запас. — М., 2005. — № 42. — С. 132—134.
- Социология «бескорыстных мечтателей», или Как всё-таки считать количество православных: Рец. на кн.: Чеснокова В. Тесным путём: процесс воцерковления населения России в конце XX века / В. Чеснокова. — М.: Академический проект, 2000. — 304 с. // Неприкосновенный запас. — М., 2007. — № 1(51). — С. 276—284.
- Сахаров А. Собрание сочинений: в 8 т. / А. Сахаров; сост. Е. Боннэр. — М.: Время, 2006. // Неприкосновенный запас: Дебаты о политике и культуре. — 2007. — № 2. — С. 285—290.
- Советские люди и советские мемуары: Ретроспективная рецензия на воспоминания Валентина Бейлинсона // Неприкосновенный запас: Дебаты о политике и культуре. — 2013. — № 5(91): Сентябрь—октябрь. — С. 176—183.
- Wallace L. Daniel. Russia’s Uncommon Prophet: Father Aleksandr Men and His Times.DeKalb: Northern Illinois University Press, 2016. 468 pp. Дмитрий Предеин, протоиерей. Протоиерей Александр Мень как выдающийся православный катехизатор и миссионер второй половины XX века. — Одесса: Астропринт, 2015. — 400 с // Laboratorium: Журнал социальных исследований. — 2019. — № 3 (11). — С. 142—147.

- Кавалер приднестровского ордена / Биографическое интервью с епископом Дубоссарским Юстинианом // Панорама. — М., 1997. — № 39: Июль.
- Серия интервью с епископами РПЦ // Русская мысль. Париж, 1997. — № 4189. 1998. — № 4230, 4234, 4237, 4240; 1999. — № 4257;
- Биография-интервью архиепископа Гомельского и Жлобинского Аристарха: о Церкви, о себе, о Лавре // Пределы века. — М., 2000. — 17—24 октября. — № 8.
- «Это подло — политизировать науку»: беседа Николая Митрохина с Всеволодом Михайловичем Ивановым / В. Иванов; Н. Митрохин // Неприкосновенный запас: Дебаты о политике и культуре. — 2007. — № 5. — С. 10—21.
- На идеологическом посту: 1960-е: воспоминания сотрудников ЦК КПСС / Г. Гусев, Р. Косолапов, А. Вебер; беседовал Н. Митрохин // Неприкосновенный запас: Дебаты о политике и культуре. — 2008. — № 4. — С. 152—168.
- «Издательства давали половину бюджета партии»: Беседа Николая Митрохина с Вадимом Владимировичем Костровым / В. В. Костров; Н. А. Митрохин // Неприкосновенный запас: Дебаты о политике и культуре. — 2009. — № 6(68). — С. 69—82.
- Из двух бесед с Александром Моисеевичем Пятигорским // Новое литературное обозрение. — 2010. — № 1. — С. 224—246.
- Воспоминания работников Аппарата ЦК КПСС об Александре Солженицыне: Фрагменты интервью // Новое литературное обозрение. — 2012. — № 115. — С. 106—123.

- Воссоединение русского православия становится реальностью / Константин Эггерт беседует с о. Андреем Кураевым, Николаем Митрохиным, о. Михаилом Ардовым // Программа «Радиус». — Би-Би-Си. — 2004. — 6 октября.
- Корпорация РПЦ / Интервью Людмиле Мехонцевой // Русский курьер. — 2004. — 23 июня.
- «С христианской точки зрения» // Радио Свобода. — 2006. — 8 июня.
- Письмо с «далёкой окраины» всколыхнуло церковную общественность. Николай Митрохин об открытом письме епископа Анадырского и Чукотского Диомида «Ко всем верным чадам Святой Православной Церкви» // Радио Свобода. — 2007. — 2 марта.
- «Любой из кандидатов в патриархи действовал бы так же» / Интервью с Николаем Митрохиным // Сайт «Полит.ру». — 2007. — 17 мая.
- Боже, гектар храни: Государство хочет сбросить с баланса руины, а Церковь мечтает о реституции и земле / Интервью с Николаем Митрохиным // Новая газета. — 2007. — 24 мая. — № 38.
- Титул «гумбольдский стипендиат» в научной среде Германии производит исключительно положительное впечатление // iq.hse.ru, 26 июля 2007
- Нецерковность и заполитизированность, — религиовед Николай Митрохин о ПЦУ // pravlife.org, 19 февраля 2020